# آنوسیبه ایفودی
آنوسیبه ایفودی (به لاتین: Anosibe Ifody) یک منطقهٔ مسکونی در ماداگاسکار است که در مورامانگا واقع شده‌است. آنوسیبه ایفودی ۶٬۰۰۰ نفر جمعیت دارد و ۱٬۰۶۲ متر بالاتر از سطح دریا واقع شده‌است.